# Puységur
Puységur ist eine französische Gemeinde mit 73 Einwohnern (Stand 1. Januar 2022) im Département Gers in der Region Okzitanien (vor 2016: Midi-Pyrénées). Die Gemeinde gehört zum Arrondissement Condom und zum Kanton Fleurance-Lomagne.
Die Einwohner werden Puységurois und Puységuroises genannt.

## Geographie
Puységur liegt circa 14 Kilometer nördlich von Auch und circa 28 Kilometer südöstlich von Condom in der historischen Provinz Armagnac.
Umgeben wird Puységur von den fünf Nachbargemeinden:
|           | Préchac                                     | Montestruc-sur-Gers |
| Lavardens | Kompassrose, die auf Nachbargemeinden zeigt | Sainte-Christie     |
|           | Roquefort                                   |                     |

Puységur liegt im Einzugsgebiet des Flusses Garonne.
Der Gers, einer seiner linken Nebenflüsse, bildet die natürliche Grenze zu den östlichen Nachbargemeinden Montestruc-sur-Gers und Sainte-Christie. Der Merdan durchquert das nördliche Gebiet der Gemeinde und mündet an der Grenze zu Montestruc-sur-Gers in den Gers.

## Geschichte
Der Name der Gemeinde leitet sich aus dem lateinischen podium securum (deutsch sichere Anhöhe) ab. Das in früheren Zeiten befestigte Dorf lag nicht weit von der Römerstraße zwischen den heutigen Gemeinde Auch und Lectoure entfernt. Ein archäologisch bedeutender Standort aus römischer und merowingischer Zeit befindet sich im Weiler la Ribère.

## Einwohnerentwicklung
Nach Beginn der Aufzeichnungen stieg die Einwohnerzahl in der Mitte des 19. Jahrhunderts auf einen Höchststand von rund 285. In der Folgezeit sank die Größe der Gemeinde bei zwischenzeitlichen Erholungsphasen bis zu den 1960er Jahren auf ihren tiefsten Stand von rund 50 Einwohnern, bevor eine kurze Wachstumsphase einsetzte, die sie seit dem Beginn des 21. Jahrhunderts auf ein Niveau von rund 75 Einwohnern hob.
| Jahr      | 1962 | 1968 | 1975 | 1982 | 1990 | 1999 | 2006 | 2011 | 2022 |
| --------- | ---- | ---- | ---- | ---- | ---- | ---- | ---- | ---- | ---- |
| Einwohner | 69   | 51   | 67   | 76   | 90   | 80   | 73   | 76   | 73   |

## Sehenswürdigkeiten

### Pfarrkirche Saint-Côme et Saint-Damien
Sie birgt zahlreiche Ausstattungsgegenstände, die als Monument historique der Objekte eingeschrieben oder klassifiziert sind:
- ein Altarretabel und zwei Statuen des Altars aus dem 18. Jahrhundert. Sie wurden im Auftrag der Familie de Montmorency gefertigt, die auch Besitzer der Burg von Puységur waren. Das Retabel besteht aus Pilastern korinthischer Ordnung und einem rundbogenförmigen Gesims. Die beiden Statuen stellen Märtyrer dar und stehen auf dem Altar vor den Pilastern. Das zentrale Gemälde ist durch einen Vorhang verdeckt.
- ein Altarretabel in der südlichen Seitenkapelle aus dem 17. Jahrhundert.
- ein Flachrelief aus vergoldetem Holz aus dem 17. Jahrhundert mit der Darstellung des gekreuzigten Christus.
- ein Flachrelief aus polychrom bemaltem Holz aus dem 17. oder 18. Jahrhundert mit der Darstellung Marias in Form eines Medaillons.
- eine Chorschranke aus Stein aus dem 17. Jahrhundert.[6]

- Überreste der herrschaftlichen Burg

### Burgruine
Sie wurde ursprünglich im 10. Jahrhundert errichtet, im 16. Jahrhundert teilweise neu gebaut.

## Wirtschaft und Infrastruktur
Die Landwirtschaft ist einer der wichtigsten Wirtschaftsfaktoren der Gemeinde.
Puységur liegt in den Zonen AOC
- des Armagnacs (Armagnac, Bas-Armagnac, Haut-Armagnac, Armagnac-Ténarèze und Blanche Armagnac) und
- des Likörweins Floc de Gascogne (blanc, rosé).[7]

### Sport und Freizeit
Der regionale Fernwanderweg GR de Pays Cœur de Gascogne ist ein 153 Kilometer langer Rundweg durch das Département Gers und führt auch durch das Zentrum von Puységur.

### Verkehr
Puységur ist über die Routes départementales 103 und 177 erreichbar.